# گروتسک

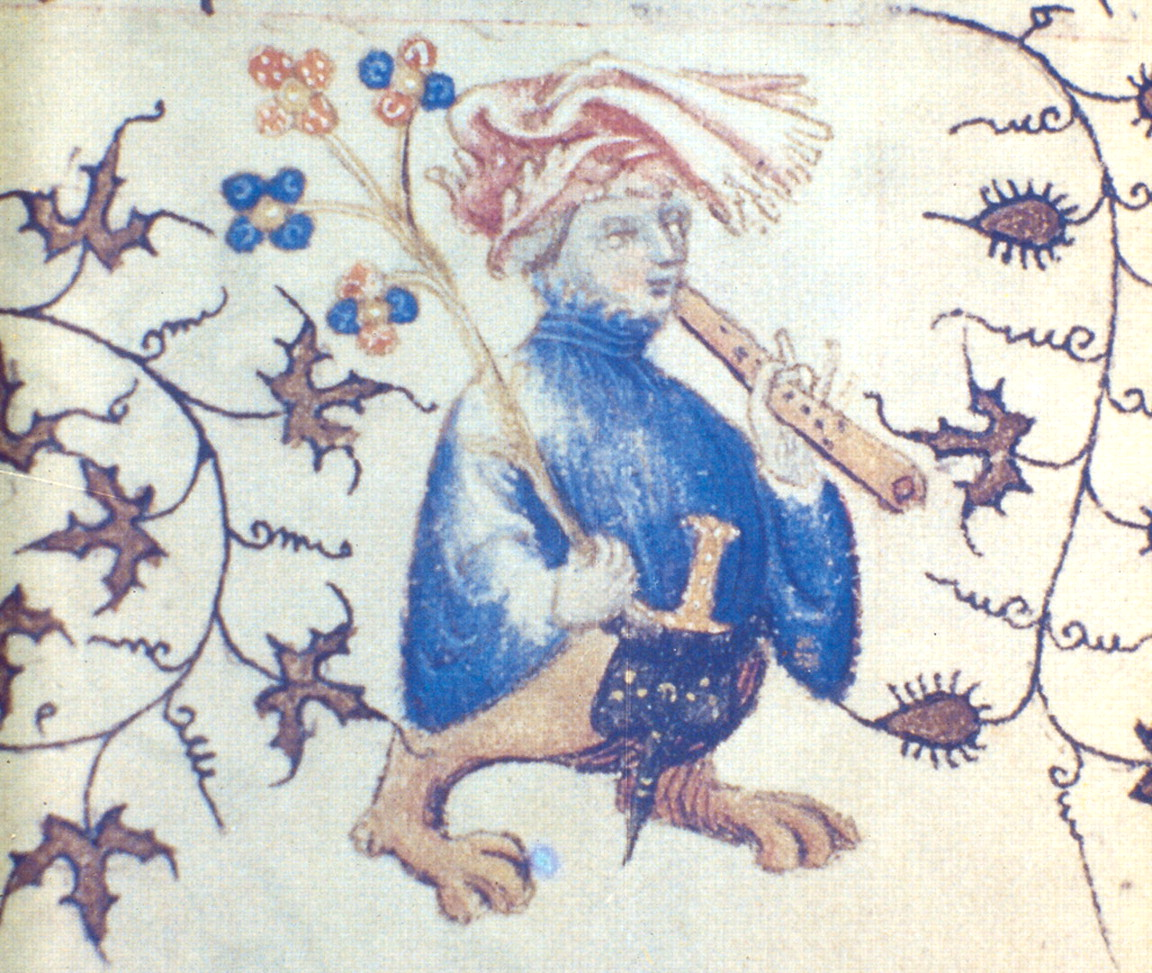
نی‌نواز گروتسک، مینیاتوری از یک دست‌نویس فرانسوی سال ۱۴۰۸.

عجیب‌پردازی (به انگلیسی: Grotesque) نوعی از طنز در ادبیات و هنر است که بسیار به طنز سیاه شباهت دارد، ولی تفاوت‌هایی نیز با آن دارد. در لغت هر چیز تحریف‌شده، زشت، غیرعادی، خیالی یا باورنکردنی را «عجیب‌پردازی/گروتسک» یا صُوَر عَجایب یا عجیب‌غریب می‌گویند. به عنوان مثال، براساس محتوا و نوع طنز، یک کاریکاتور با محتوای عجیب‌پردازانه، بین کاریکاتورهایی با طنز محض و خنده‌دار (Gag Cartoon) و کاریکاتورهایی با طنز سیاه قرار می‌گیرد.
محتوای یک طنز محض (Gag) صرفاً برای خنداندن مخاطب ساخته می‌شود و محتوای یک طنز سیاه معمولاً موجب خنده‌ای همراه با وحشت، تلخ‌کامی یا اندوه می‌شود. عجیب‌پردازی، اما مخاطب را در میان این دو نوع از حالات معلّق می‌گذارد. تردید بین خندیدن یا وحشت کردن و بلاتکلیف میان مضحک بودن و سیاه بودن محتوا. مشخص‌ترین این ویژگی‌ها را در داستان کوتاه «دوست ما آقای کولبی» نوشتهٔ «دونالد بارتلمی» (Donald Barthelme) دیده می‌شود. (ترجمهٔ آن در ایران با نام «بعضی از ما دوستمان کلبی را تهدید می‌کردیم» منتشر شده است). این داستان ماجرای عدّه‌ای دوست است که دور هم جمع شده‌ و تصمیم گرفته‌اند، در فضایی بسیار دوستانه، دوستشان (کلبی) را دار بزنند! داستان شرحِ گفت‌وگو و برنامه‌ریزی‌های این عدّه است دربارهٔ چگونگی اجرای مراسم اعدام. «اگرچه دار زدن کلبی تقریباً به‌طور قطع خلاف قانون است، امّا ما یک حق کاملاً اخلاقی برای این کار داریم، چون او دوست ماست، از جهات گوناگون و مهّمی به ما تعلّق دارد و تازه شورش را هم درآورده است.»
از سری هنرهای تجسمی با درون‌مایهٔ عجیب‌پردازی و طنز سیاه می‌توان به کاریکاتورهای رولان توپور اشاره کرد که کتابی از او با نام مستأجر (tenant) در ایران منتشر شده است.
گروتسک یا عجایب‌پردازی، در اصل به شیوهٔ آرایش دیوار و سقف سردابه (گرُتو)های پیداشده در ویرانه‌های رم باستان گفته می‌شد. در این تزئینات، شکل‌های خیالی آدمیان، جانوران، گل‌ها و گیاهان در طرحی متقارن، به‌ هم بافته شده‌اند. این اصطلاح در سدهٔ شانزدهم میلادی رواج پیدا کرد و دربارهٔ شکل‌های کژنما و اغراق‌آمیز، ترسناک یا مضحک-به‌خصوص در مجسمه‌سازی- به‌کار برده شد.
محمد سیاه‌قلم از معدود نگارگران ایران قدیم است که طرح‌هایی در این شیوه دارد.